# Universität Algier

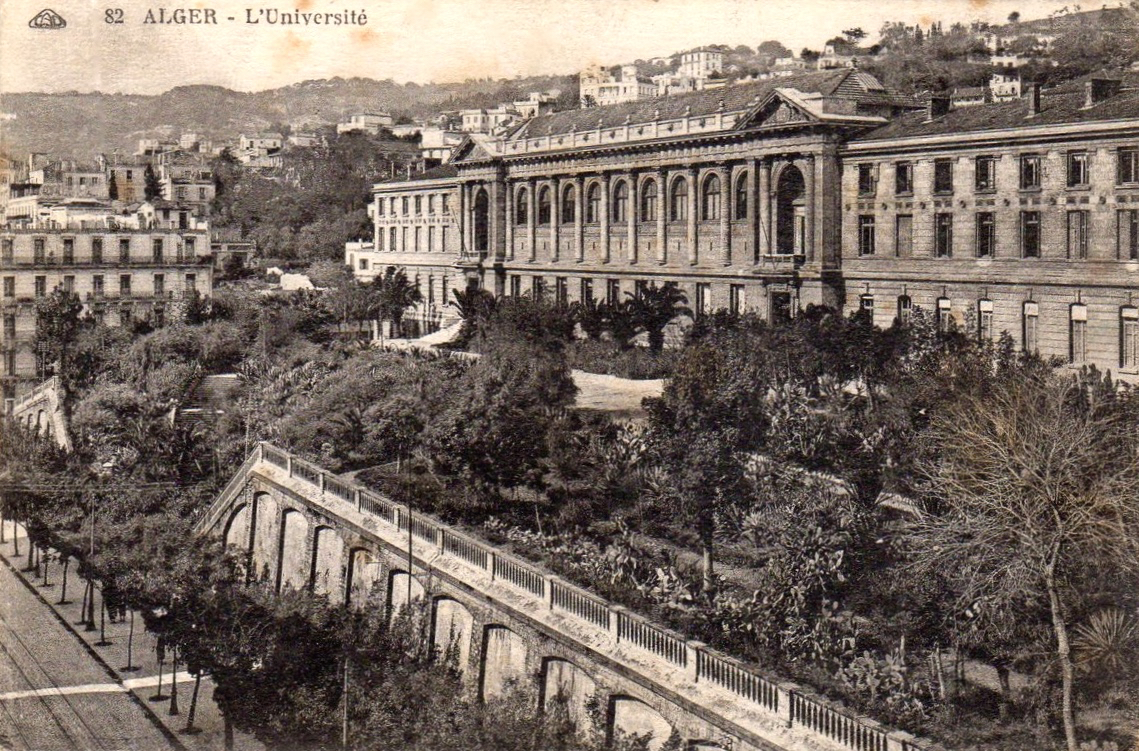
Universität Algier (1920)

Die Universität Algier (arabisch جامعة الجزائر, DMG Ǧāmiʿat al-Ǧazāʾir) ist eine Universität in Algier, Algerien. Sie wurde 1909 gegründet und hat mehr als 100.000 Studenten. Rektor ist Hamid Bencheniti.

## Geschichte
Die Universität wurde 1909 während der französischen Kolonialherrschaft als erste Universität Französisch-Algeriens gegründet (per Gesetz vom 30. Dezember 1909). Die Gründung war das Resultat einer Reihe akademischer Bemühungen, von denen besonders das Gesetz von 1879, welches die Gründung von fünf spezialisierten Schulen – Medizin, Pharmazie, Wissenschaft, Literatur, und Jura – festsetzte, hervorzuheben ist. Während und nach der Unabhängigkeit Algeriens hielt die Universität von Algier ihre Lehrtätigkeit aufrecht, machte aber zahlreiche Änderungen in Bezug auf ihre Organisation und Struktur durch.
Den Namen von Benyoucef Benkhedda trug die Universität zeitweise nach dessen Tod 2003; er hatte von 1961 bis 1962 der Übergangsregierung der Nationalen Befreiungsfront vorgestanden und an der Universität studiert.

## Bibliothek
Die Bibliothek hält circa 800.000 Bände.

## Organisation
Die Universität ist die größte des Landes und hatte im Jahr 2007 etwa 106.000 Studenten. Laut Angaben von Rektor Hadjar im Jahr 2008 hatte sie 115.452 eingeschriebene Studenten und 5.600 Lehrpersonen.
Ab 1998 gab es sechs Fakultäten, ab 2001 sieben Fakultäten. Seit 2009 hat die Universität drei Fakultäten:
- Fakultät für Rechtswissenschaft, mit zwei Fachbereichen für öffentliches Recht, Privatrecht
- Fakultät für Medizin, mit drei Fachbereichen für Zahnmedizin, Medizin, Pharmazie
- Fakultät für Islamwissenschaft, mit drei Fachbereichen für Glaube und Religion, Scharia und Recht, Sprache und Kultur

## Alumni (Auswahl)
- Ferhat Abbas (1899–1985), Freiheitskämpfer und Politiker
- Michel Ameller (1926–2022), Jurist und Verwaltungsbeamter
- Abderrahmane Arab (* 1941), Schriftsteller
- Mohamed Seddik Benyahia (1932–1982), Politiker
- Albert Camus (1913–1960), Schriftsteller und Philosoph
- Jean-Charles Cavaillé (1930–2012), Politiker
- Zohra Drif Bitat (* 1934), Anwältin, Politikerin und Widerstandskämpferin
- Amara Lakhous (* 1970), Autor, Journalist und Übersetzer
- Mourad Medelci (1943–2019), Politiker
- Alhousseïni Mouloul (* 1955), Jurist, Diplomat und Politiker
- Yousef Saad (* 1950), Mathematiker
- Malick Sadelher (* 1965), Beamter und Politiker
- Pierre Salama (1917–2009), Klassischer Archäologe und Epigraphiker
- Dioncounda Traoré (* 1942), Mathematiker und Politiker